# L'Envol de Mars
L'Envol de Mars (titre original : Moving Mars) est un roman de Greg Bear publié en 1993. Il reçoit le prix Nebula du meilleur roman 1994.